# Tanaorhinus meforensis
Tanaorhinus meforensis là một loài bướm đêm trong họ Geometridae.